# Sabine Berger
Sabine Berger (* 21. Januar 1966) ist eine ehemalige deutsche Fußballspielerin.

## Karriere

### Vereine
Berger spielte in der Saison 1989/90 für die BSG Turbine Potsdam, die sich am 1. Januar 1990 in SSV Turbine Potsdam umbenannte, Fußball. Mit ihrer Mannschaft erreichte sie 1990 das Halbfinale um die DDR-Meisterschaft die das Spiel um Platz 3 gegen die HSG Universität Jena für sich entscheiden konnte.

### Nationalmannschaft
Berger wirkte im einzigen Länderspiel der DDR-Nationalmannschaft mit, die am 9. Mai 1990 im Karl-Liebknecht-Stadion im Potsdamer Stadtteil Babelsberg gegen die Nationalmannschaft der ČSFR vor etwa 800 Zuschauern mit 0:3 verlor; sie wurde in der 60. Minute für Katrin Baaske eingewechselt.

## Erfolge
- DDR-Meisterschaftsdritter 1990